# Tarczyk wrotyczowy
Tarczyk wrotyczowy (Cassida sanguinosa) – gatunek chrząszcza z rodziny stonkowatych i podrodziny tarczykowatych. Zamieszkuje Eurazję, od Półwyspu Iberyjskiego po  Syberię. Żeruje na krwawnikach i wrotyczach.

## Taksonomia
Gatunek ten opisany został po raz pierwszy w 1844 roku przez Christiana W.L.E. Suffriana.

## Morfologia
Chrząszcz o ciele długości od 6,5 do 8 mm, nieco bardziej krępym niż u podobnego C. rufovirens. Grzbietowa strona ciała za życia owada ma tło ubarwione zielono, natomiast u wysuszonych okazów martwych jest ono żółte. Na przedzie pokryw obecna jest jaskrawoczerwona plama trójkątnego kształtu, nie przekraczająca połowy ich długości. Ponadto występować może jaskrawoczerwone obrzeżenie na przednim brzegu przedplecza oraz bocznych i przyszwowych krawędziach pokryw. Głowa ma mniej więcej tak szeroki jak długi nadustek oraz wąskie i płytkie wycięcie na przedzie wargi górnej. Przedplecze jest najszersze w nasadowej połowie i w tym miejscu nie jest węższe od pokryw. Brzegi przedplecza i pokryw są rozpłaszczone. Na bocznych brzegach pokryw brak jest wałeczkowatych nabrzmiałości. W widoku bocznym brak jest na międzyrzędach pokryw wyraźnego, sterczącego owłosienia. Spód tułowia i odwłoka są pozbawione metalicznego połysku i porośnięte skąpym owłosieniem. Odnóża wszystkich par mają czarne biodra. Stopy mają rozchylone, pozbawione ząbków przy nasadach pazurki wystające poza wieńce szczecinek na trzecich członach.

## Ekologia i występowanie

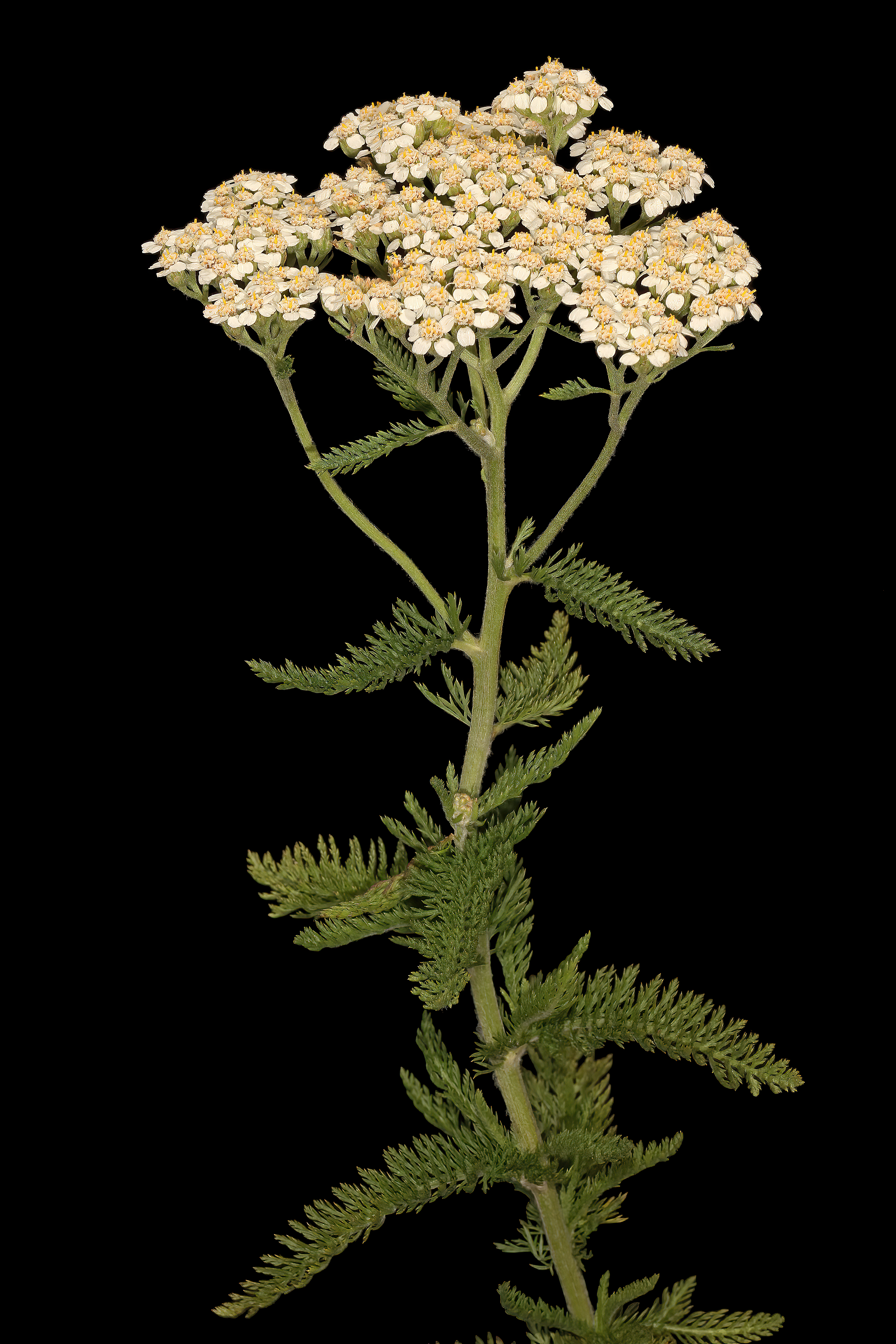
Krwawnik pospolity, roślina żywicielska C. sanguinosa

Owad ten zasiedla m.in. stanowiska ruderalne. Zarówno osobniki dorosłe jak i larwy tego tarczyka są fitofagami żerującymi na roślinach z rodziny astrowatych. Wśród ich roślin żywicielskich wymienia się: krwawnik kichawiec, krwawnik pospolity i wrotycz pospolity.
Gatunek palearktyczny. W Europie znany jest z Hiszpanii, Wielkiej Brytanii, Francji, Luksemburga, Holandii, Niemiec, Szwajcarii, Austrii, Włoch, Danii, Szwecji, Norwegii, Finlandii, Estonii, Łotwy, Litwy, Polski, Czech, Słowacji, Węgier, Ukrainy, Rumunii, Słowenii, Chorwacji, Bośni i Hercegowiny oraz Rosji. Północna granica jego zasięgu na tym kontynencie przebiega przez południową część Półwyspu Fennoskandzkiego i Karelię, zaś południowa granica zasięgu biegnie wzdłuż północnych obrzeży strefy śródziemnomorskiej. W Azji owad ten występuje w Turcji (podawany z prowincji Bartın, Çankırı, Kastamonu i Kayseri), Kazachstanie i na Syberii, docierając na wschód po okolice Bajkału. W Polsce owad ten rozprzestrzeniony jest na terenie całego kraju, ale spotykany bywa nieczęsto.